# Археопарк (Ханты-Мансийск)
«А́рхеопа́рк» — культурно-туристический комплекс в Ханты-Мансийске, создававшийся с 2007 года и ставший самой масштабной в России реконструкцией доисторических времен под открытым небом. Является филиалом Музея природы и человека.

## Описание

Скульптуры мамонтов в Археопарке

Расположен у подножия Самаровского ледникового останца (в советское время — Пионерская гора), площадь 3,5 га. Это уникальный природный памятник, представляющий собой пласт обнаженных горных пород возрастом несколько десятков тысяч лет. «Археопарк» включает в себя геологический памятник (обнажение останца), памятник археологии «Самаров городок» (XI, XIV, XVIII века) и парк скульптур, изображающих животных плейстоценового времени и палеолитических людей (автор Ковальчук А. Н.).
В идее «Археопарка» воплощена непрерывность геологической, биологической и человеческой истории и разномасштабность её временных отрезков. Ландшафт «Археопарка» построен на контрасте вертикали горы и искусственно созданной партерной части парка, воссоздающей рельеф плейстоценовых равнин. Террасированная подпорная насыпь, созданная для предотвращения эрозии останца, удачно объединяет эти два компонента.
В 2007 году на подпорной насыпи была установлена первая скульптурная группа из семи фигур мамонтов. Открытие «Археопарка» состоялось осенью 2008 года. К концу 2009 года были установлены следующие скульптуры и скульптурные группы: «Мамонты» (группа из 11 животных), «Волчья стая» (группа из 4 животных), «Стоянка первобытного человека» (группа из 8 фигур и жилище), «Первобытные бизоны» (группа из 4 животных), «Шерстистые носороги» (2 фигуры), «Пещерные медведи» (группа из 3 животных), «Пещерный лев» и «Большерогий олень». Фигуры различных животных масштабированы в разных пропорциях — от сделанных в натуральную величину (носороги) до увеличенных в 2-3 раза (например, бизоны). Высота наибольшей скульптуры мамонта 8 м.
В сентябре 2010 года были установлены последние из намечавшихся скульптур: «Бобры» и «Табун древних лошадей». Тогда же (к открытию XXXIX Всемирной шахматной олимпиады) была смонтирована новая система подсветки фигур и освещения парка.
«Археопарк» — один из главных туристических объектов города и излюбленное место отдыха горожан. 

## В искусстве и спорте
Изображение скульптур мамонтов присутствует на официальной эмблеме XXXIX Всемирной шахматной олимпиады.